# سپاه نینوا گلستان

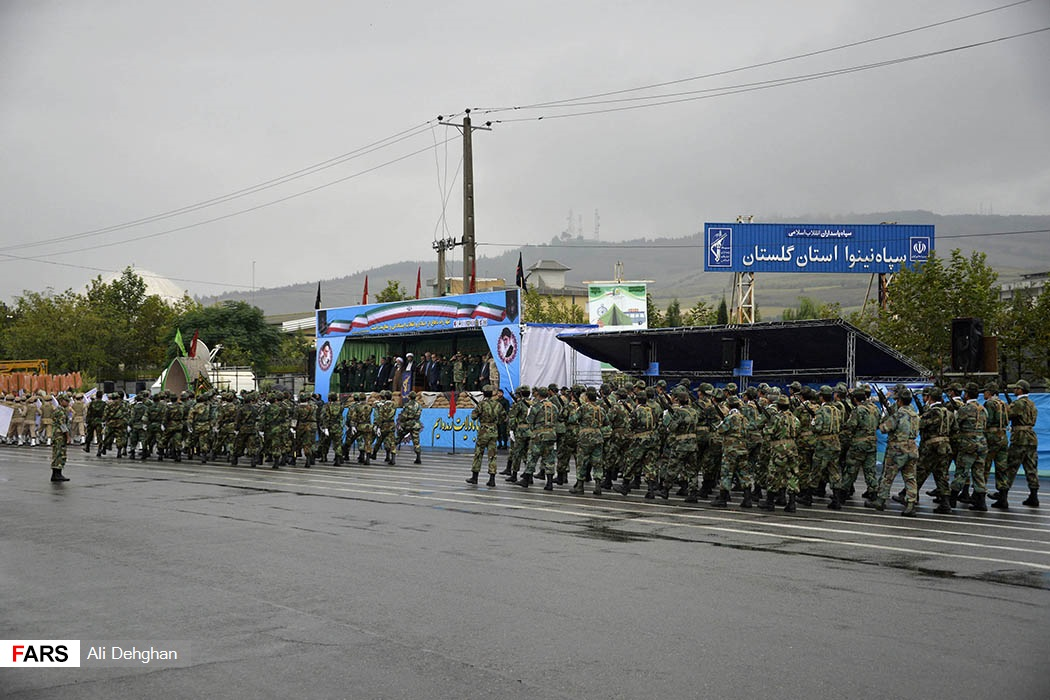
رژه نیروهای سپاه نینوا گلستان در سال ۱۳۹۸ به مناسبت سالگرد جنگ ایران و عراق

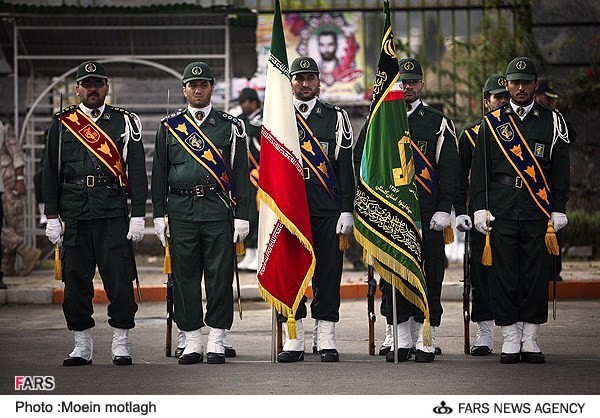
نیروهای سپاه نینوا گلستان، سال ۱۳۹۲، گرگان

سپاه نینوا گلستان یگان نظامی-امنیتی و از سپاه‌های استانی زیرمجموعه سپاه پاسداران انقلاب اسلامی است، که ستاد فرماندهی آن در شهر گرگان مستقر می‌باشد و وظیفه فرماندهی و کنترل کلیه یگان‌های سپاه و بسیج مستقر در استان گلستان را برعهده دارد. مهم‌ترین یگان‌های زیرمجموعه این سپاه، تیپ ۱ نینوا از نیروی زمینی سپاه و ۱۴ سپاه ناحیه‌ای (نواحی بسیج شهرستان‌ها) همچون سپاه گرگان، سپاه گنبد کاووس، سپاه بندرگز و سپاه بندر ترکمن می‌باشند. در حال حاضر سرتیپ‌دوم پاسدار علی‌جمعه ملک‌شاهکوهی فرماندهی سپاه نینوا گلستان را برعهده دارد.